# Hanne Bech Hansen
 Denne artikel bør gennemlæses af en person med fagkendskab for at sikre den faglige korrekthed.

Hanne Bech Hansen f. Vagner (født 16. juni 1939 i Aarhus, død 9. september 2016) var cand.jur., og politidirektør ved Københavns Politi til 2009. Efter at hun blev pensioneret, debuterede hun som forfatter og udgav flere krimiromaner.

## Baggrund
Hanne Bech Hansen blev født i Århus i 1939, som datter af viceskoleinspektør Svend Theodor Vagner (1911-1981) og Vera Christiansen (født 1914).
Hun voksede op i byen med to yngre brødre, og fra 6. til 9. klasse gik hun på Christiansgades Pigeskole, hvor hendes far var lærer.
Hanne Bech Hansen fortsatte på Marselisborg Gymnasium hvorfra hun blev student i 1958.
Hun overvejede at studere musik og havde været elev på Det Jyske Musikkonservatorium, men begyndte i stedet på jurastudiet på Århus Universitet. Der blev hun cand.jur. i 1964.
Den 14. juli 1962 blev Hanne Bech Hansen gift med den senere overlæge Jørgen Bech Hansen.
De to havde mødt hinanden på universitet i 1958.
Hun fik sønnen Søren i 1967. Jørgen Bech Hansen døde i 2002.

## Karriere
Hanne Bech Hansen begyndte i et halvtidsjob som advokatfuldmægtig i Odense 1964-1970.
I 1969 blev hun advokatbeskikket.
Hun fik som advokat interesse for strafferetten, og for at få erfaring, hun kunne bruge som forsvarsadvokat, søgte hun ind hos politiet. Hun blev aldrig forsvarsadvokat, men fortsatte i politiet indtil sin pension.
I 1970 blev Hanne Bech Hansen politifuldmægtig ved Odense Politi, og hun arbejdede ved statsadvokaturen for Sjælland og Fyn.
Fra 1984 til 1986 var hun vicepolitimester ved Gentofte Politi.
Hendes første større chefstilling var som politimester ved Rigspolitiets personaleafdeling 1986-1988.
Efter Anders Walsted Hansens uventede dødsfald søgte hun stillingen som chef for Politiets Efterretningstjeneste (PET) og blev Danmarks første kvindelige leder af denne tjeneste.
I 1993 blev hun statsadvokat for København, Frederiksberg og Tårnby og behandlede blandt andet sagen mod Marc Rudin og sagen om sammenstødet mellem politi og demonstranter efter folkeafstemningen om Maastrichttraktaten i 1992.
I 1995 blev hun Politidirektør ved Københavns Politi der var landets største politikreds.
Under hendes ledelse gennemførte politiet rydningen af Ungdomshuset på Jagtvej og flere aktioner mod Christiania.
Da hun fyldte 70 i 2009 gik hun på pension og overlod posten ved Københavns Politi til Johan Reimann.
Hanne Bech Hansens ledelse var karakteriseret af åbenhed, en bestræbelse på at forbedre politiets image og at gøre politiet fleksibel og omstillingsparat, hvilket hun blev rost for.
Omkring hendes pension udtalte tidligere operativ PET-chef Hans Jørgen Bonnichsen blandt andet:
| „ | Det er indiskutabelt at hun med sin uovertrufne kommunikative stil er blevet synonym med hele Københavns politi, og dermed også signaleret en åbenhed, der helt klart kommer kollegaerne til gavn. | “ |

## Efter tilbagetrædelsen
Efter sin tilbagetrædelse fra politiet begyndte Hanne Bech Hansen som forfatter af kriminalromaner.
Hendes debut Lasten fra 2010 skuffede kritikerne,
og hendes roman Operation Dacapo fra 2011 blev heller ikke godt modtaget af anmelderne.
Lasten solgte dog godt og ebogsudgaven blev den mest solgte ebog hos internetboghandleren SAXO nogensinde.
At Bech Hansen var populær blandt læserene sås også i biblioteksudlånet.
For 2015 var hendes andel af bibliotekspengene på over 60.000 kroner.
I Lasten havde Hanne Bech Hansen valgt en vicepolitikommissær med pakistansk baggrund som hovedperson, da hun håbede at det ville kunne inspirere personer med fremmed baggrund til at søge ind hos politiet.
I 2010 udgav Hansen en samtalebogen Heksehyl. Samtaler om magt og kærlighed med Camilla Lindemann og med Tine Bendixen som intervieweren.
Foruden forfatter var Hansen også en populær foredragsholder.
Hanne Bech Hansen blev 12. august 2011 udpeget som et af medlemmerne i den norske regerings 22. juli-kommission, som skal udrede terrorangrebene i Norge 22. juli 2011.

## Død
Tirsdag den 13. september 2016 meddelte Ritzaus Bureau at Hanne Bech Hansens familie havde oplyst at hun var død. Der var ingen angivelse af dødstidspunktet eller andre detaljer. Ifølge Ekstra Bladet var hun allerede død weekenden forinden[kilde mangler] hvor hun ikke mødte frem til et planlagt foredrag.

## Tillidshverv og priser
Hanne Bech Hansen modtog Hæderstegnet for 25 års god tjeneste i Civilforsvaret, Kgl. Norske Fortjenstorden, Den islandske Falkeorden, Den Hellige Skats Orden (Zui ho sho) (Japan) samt Forbundsrepublikken Tysklands Fortjenstorden (Tyskland).
Hanne Bech Hansen var formand for Epidemikommissionen i Københavns Kommune og Københavns Lufthavn, Kastrup. Hun var endvidere medlem af Rådet for Større Færdselssikkerhed, udpeget af Justitsministeriet.
- 1989: Ridder af Dannebrogordenen
- 1995: Placeret i Rangfølgens klasse II nr. 12
- 2001: Kåret som Årets Aktive Kvinde af foreningen Aktive Kvinder i Danmark
- 2005: Kommandør af 1. grad af Dannebrogordenen

## Kontroverser

### Gave fra Mærsk
I 1999 mens Hanne Bech Hansen var politidirektør blev hun med mand og søn med rejsen betalt inviteret til Singapore for at navngive et af rederiet Mærsks skibe.
Som tak modtog hun en saks og et dyrt halssmykke af Mærsk.
Da hun kom hjem returnerede hun smykket.
Hanne Bech Hansen var en af flere magtmæssig centrale kvinde der havde fået lignende lejlighedsgaver: De tidligere statsministerfruer Lone Dybkjær og Anne-Mette Rasmussen og den tidligere vicestatsminister Marianne Jelved havde også modtaget gaver.
Hanne Bech Hansen modtog offentlig kritik for at have taget imod den dyre gave.

### Perle-sagen
22. januar 2009 oprettede Hanne Bech Hansen en sag mod en betjent hos statsadvokaten, efter at internetsiden Modkraft.dk havde offentliggjort en videooptagelse fra en demonstration, hvoraf det fremgik, at betjenten havde kaldt en dansk-palæstinensisk demonstrationsdeltager for "perker". Dagen efter forklarede hun efter en samtale med betjenten, at denne i stedet havde sagt "perle", hvilket er medtaget i indberetningen af sagen. Forklaringen gav anledning til en del omtale i pressen og på internettet, og Københavns Politis informationschef Flemming Steen Munch informerede samme dag om, at politiet slet ikke bør kalde folk for øgenavne.
Sagen gav hende øgenavnet "perlemor".
Sagen med den subtile "perker-perle forskel" blev genstand for almindelig morskab og i Cirkusrevyen 2009 parodierede Ulf Pilgaard Hanne Bech Hansen i en monolog skrevet af Vase & Fuglsang. 
Monologen gav forfatterparret prisen som Årets tekstforfatter ved Revyernes Revy i 2009.